# Брет Гарт (реслер)
Брет «Гітмен» Гарт (англ. Bret Hart; нар. 2 липня 1957, місто Калгарі, Альберта, Канада) — колишній канадський актор професійний реслер.

## Титули та нагороди

### Amateur wrestling
- City championships, Calgary (1974)
- Mount Royal Collegiate Champion (1977)

### Professional wrestling
- Cauliflower Alley Club
  - Iron Mike Award (2008)
- Professional Wrestling Hall of Fame and Museum
  - Class of 2008
- Pro Wrestling Illustrated
  - Матч року (1992) проти Британського Бульдога
  - Ворожнеча року (1993) проти Джеррі Лоулера
  - PWI ставить його #1 з топ найкращих 500 реслерів у 1993 та 1994 роках
  - Ворожнеча року (1994) проти Оуена Гарта
  - Найбільш надихаючий реслер року (1994)
  - Матч року (1996) проти Шона Майклза на WrestleMania XII
  - Повернення року (1997)
  - Матч року (1997) проти Льодової Брили Стіва Остіна на WrestleMania 13
  - Stanley Weston Award (2003)
  - PWI ставить його #4 з топ 500 найкращих реслерів у "PWI Years" у 2003
  - PWI ставить його #37 з топ 100 найкращих реслерів у "PWI Years" з Джимом Нейдгартом у 2003
- Stampede Wrestling
  - NWA International Tag Team Championship  (5 разів)
  - Stampede British Commonwealth Mid-Heavyweight Championship (3 рази)
  - Stampede North American Heavyweight Championship (6 разів)
  - Stampede Wrestling Hall of Fame
- World Championship Wrestling
  - WCW World Heavyweight Championship (2 рази)
  - WCW United States Heavyweight Championship (4 рази)
  - WCW World Tag Team Championship (1 раз)
  - Fifth Triple Crown Champion
- World Wrestling Council
  - WWC Caribbean Tag Team Championship
- World Wrestling Federation/Entertainment
  - Чемпіон WWF (5 разів)
  - Інтерконтинентальний чемпіон WWF (2 рази)
  - Чемпіон Сполучених Штатів WWE
  - WWF Tag Team Championship (2 рази)
  - King of the Ring (1991, 1993)
  - Royal Rumble (1994)
  - WWE Hall of Fame (Class of 2006)
  - WWF Superstar of the Year
  - Middle East Cup (1996)
  - Second Triple Crown Champion
  - Slammy Award (5 рази)
  - Best New Generation Spot (1994)
  - Best Music Video (1996)
  - Put a Fork in Him, He's Done (1996)]
- Wrestling Observer Newsletter
  - Feud of the Year (1993)проти Джеррі Лоулера
  - 5 зірковий матч (1994) проти Owen Hart в «cage match» на SummerSlam
  - Wrestling Observer Newsletter Hall of Fame (Class of 1996)
  - 5 зірковий матч (1997) проти Стіва Остіна в «Submission match» на Реслманія 13
  - Match of the Year (1997) проти Льодової Брили Стіва Остіна на Реслманія 13
  - Feud of the Year (1997)
  - Best Pro Wrestling DVD (2006)
  - Best Pro Wrestling Book (2007)
  - Best Pro Wrestling DVD (2011)